# Têmqên

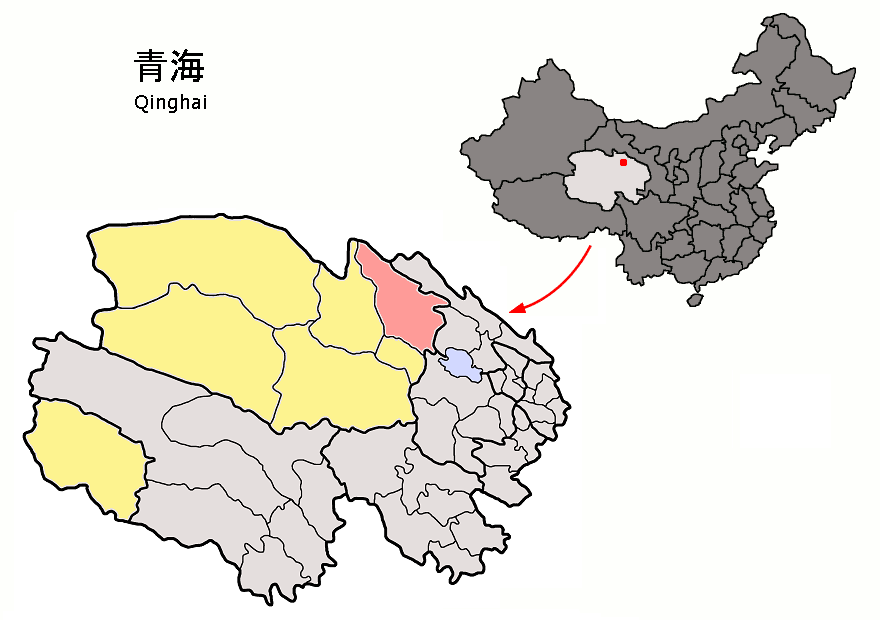
Lage des Kreises Têmqên (rosa) im Autonomen Bezirk Haixi der Mongolen und Tibeter (gelb)

Der Kreis Têmqên (chinesisch 天峻县, Pinyin Tiānjùn Xiàn) ist ein Kreis im Nordosten des Autonomen Bezirks Haixi der Mongolen und Tibeter in der chinesischen Provinz Qinghai. Die Fläche beträgt 25.601 Quadratkilometer und die Einwohnerzahl 23.203 (Stand: Zensus 2020). 1999 zählte er 17.519 Einwohner.
Das 1812 gegründete Ahandale-Kloster ist ein Gelugpa-Kloster am Fuß des Ahandale Shan.